# Frances Arnold
Feances Arnold, teljes nevén Frances Hamilton Arnold (Pittsburgh, Pennsylvania, 1956. július 25. –) amerikai biokémikus és vegyészmérnök. A Kaliforniai Műszaki Egyetem vegyészmérnöki, biokémiai és biomérnöki professzora, a Dick és Barbara Dickinson professzori cím birtokosa. Az irányított evolúció úttörője. Eredményeiért 2018-ban kémiai Nobel-díjjal tüntették ki.

## Életpályája
Frances Hamilton Arnold a pennsylvaniai Pittsburghben született, és a város egyik külvárosában nőtt fel William Howard Arnold nukleáris mérnök lányaként. William Howard Arnold tábornok unokája. Fiatalkorában tiltakozott a vietnámi háború ellen. Szülei elleni lázadásból Washingtonba költözött, ahol középiskolai tanulmányait egy jazzklubban pincérkedéssel és taxizással finanszírozta.
Dél-Amerikába utazott, hogy egy napenergia-projekten dolgozzon. A Princeton Egyetemen folytatott repülőgép- és gépészmérnöki tanulmányokat, ahol 1979-ben szerzett alapdiplomát. Később 1985-ben a Kaliforniai Egyetemen, Berkeley-ben szerzett vegyészmérnöki doktori címet. Disszertációjának címe Design and Scale-up of Affinity Separations volt. 1986-tól a Caltechen dolgozott.
2019-ben az Agymenők című televíziós filmsorozat tizenkettedik évadának 18. epizódjában önmagát alakította.

## Munkássága
Az irányított evolúciós módszerek alkalmazásának egyik úttörőjeként ismert az új fehérjék kifejlesztésében, melyeket például a gyógyászat, a biokatalízis és a bioüzemanyagok előállítása terén alkalmaznak. Ennek során hibás DNS (mutációkat) amplifikálnak (bővítenek), és a legígéretesebb eredményeket mikrobákba építik be a megfelelő fehérjék géntechnológiai előállítása céljából. Első kísérleteit 1996-ban tette, amikor egy baktériumban természetesen előforduló enzimet (subtilisin E) vizes helyett szerves környezetre optimalizált.
2011-ben már több mint 30 amerikai szabadalommal rendelkezett, és számos biotechnológiai és gyógyszeripari vállalatnak adott tanácsot, többek között a Merck Sharp & Dohme-nak a Januvia nevű cukorbetegség elleni gyógyszer kifejlesztésében.
Olyan anyagokat fejlesztett ki, amelyek neurotranszmitterekhez kapcsolódnak, és jobb képalkotó módszereket ígérnek az agy kutatására, ahol a funkcionális mágneses rezonancia képalkotás eddig elsősorban a vér oxigéntartalmán alapult.
Kutatócsoportja a szén-szilícium kötések enzimatikus kialakítását és a ticagrelor szintézisében egy ciklopropán prekurzor enzimatikus bemutatásának rendkívül szelektív módszerét is leírta.
2005-ben társalapítója volt a Gevo Inc. nevű cégnek, amely bioüzemanyagok előállítására szolgáló módszereket fejlesztett ki. Olyan enzimet fejlesztett ki, amely anaerob körülmények között működik, és így magas levegőztetési költségeket takarít meg. Olyan enzimeken dolgozik, amelyek cukor helyett cellulózból állítanak elő bioüzemanyagot.

## Magánélete
Három fia van. 2005-ben mellrákot diagnosztizáltak nála, és megműtötték. Hobbija a búvárkodás, a túrázás, a kerékpározás és az utazás.

## Kitüntetései és díjai
- Az Amerikai Kémiai Társaság Garvan Olin-érme (2005)
- FASEB Kiválóság a tudományban díj (2007)
- Charles Stark Draper-díj (2011), Willem P. C. Stemmer holland molekuláris biológussal együtt
- Nemzeti Technológiai és Innovációs Érem (2011)
- Emanuel Merck-előadás a Darmstadti Műszaki Egyetemen (2013)
- Millenniumi technológiai díj (2016)
- A Nemzeti Tudományos Akadémia Raymond és Beverly Sackler-díja a konvergenciakutatásért (2017)
- Kémiai Nobel-díj (2018)
- Bower-díj és díj a tudományban elért eredményekért (2019)
- Priestley-érem (2025)[3]

## Tagságai
- Nemzeti Mérnökakadémia (2000)
- Amerikai Tudományfejlesztési Társaság (2000)
- Az Egyesült Államok Nemzeti Akadémiáinak Orvosi Intézete (2004)
- Nemzeti Tudományos Akadémia (2008)
- Amerikai Művészeti és Tudományos Akadémia (2011)
- Amerikai Filozófiai Társaság (2018)
- Pápai Tudományos Akadémia (2019)
- Királyi Társaság (2020, külföldi tag)

## Publikációk
- Frances Arnold, K. Q. Chen: Enzyme engineering for nonaqueous solvents: random mutagenesis to enhance activity of subtilisin E in polar organic media. Biotechnology (N Y), Band 9, 1991, S. 1073–1077.
- Frances Arnold, K. Chen: Tuning the activity of an enzyme for unusual environments: sequential random mutagenesis of subtilisin E for catalysis in dimethylformamide. Proc Natl Acad Sci USA, Band 90, 1993, S. 5618–5622.
- Engineering proteins for unusual environments. FASEB J., Band 7, 1993, S. 744–749.
- Frances Arnold, K. Miyazaki: Exploring nonnatural evolutionary pathways by saturation mutagenesis: rapid improvement of protein function. J. Mol. Evol., Band 49, 1996, S. 716–720.
- Directed Evolution: Creating Biocatalysts for the Future. In: Chemical Engineering Science. Band 51, 1996, S. 5091–5102, doi:10.1016/S0009-2509(96)00288-6.
- Frances Arnold, J. C. Moore, H. M. Jin, O. Kuchner: Strategies for the in vitro Evolution of Protein Function: Enzyme Evolution by Random Recombination of Improved Sequences. In: Journal of Molecular Biology. Band 272, 1997, S. 336–347, pdf.
- Frances Arnold, H. Zhao: Functional and nonfunctional mutations distinguished by random recombination of homologous genes, Proc Natl Acad Sci. USA, Band 94, 1997, S. 7997–8000.
- Frances Arnold, H. Zhao: Optimization of DNA shuffling for high fidelity recombination. Nucleic Acids Res., Band 25, 1997, S. 1307–1308.
- Frances Arnold, H. Zhao, L. Giver, Z. Shao, J. A. Affholter: Molecular evolution by staggered extension process (StEP) in vitro recombination. Nat Biotechnology, Band 16. 1998, S. 258–261.
- Frances Arnold, L. You: Directed evolution of subtilisin E in Bacillus subtilis to enhance total activity in aqueous dimethylformamide, Protein Eng., Band 1996, 1994, S. 77–83.
- Frances Arnold, J. C. Moore: Directed evolution of a para-nitrobenzyl esterase for aqueous-organic solvents. Nature Biotechnology, Band 14, 1996, S. 458–467.
- Frances Arnold, Z. Shao, H. Zhao, L. Giver: Random-priming in vitro recombination: an effective tool for directed evolution. Nucleic Acids Res., Band 26, 1998, S. 681–683.
- Frances Arnold, L. Giver, A. Gershenson, P. O. Freskgard: Directed evolution of a thermostable esterase. Proc. Nat. Acad. Sci. USA, Band 95, 1998, S. 12809–12813.
- Design by Directed Evolution. In: Accounts of Chemical Research. Band 31, 1998, S. 125–131, pdf
- Frances Arnold, H. M. Zhao: Directed evolution coverts subtilisin E into a functional equivalent of thermitase. Protein Eng., Band 12, 1999, S. 47–53.
- Frances Arnold, K. Miyazaki: Exploring non-natural evolutionary pathways by saturation mutagenesis: rapid improvement of protein function. J. Mol. Evol., Band 49, 1999, S. 716–720.
- Frances Arnold, V. Sieber, C. A. Martinez: Libraries of hybrid proteins from distantly related sequences. Nature Biotechnology, Band 19, 2001, S. 456–460.
- Frances Arnold, C. A. Voigt, C. Martinez, Z. G. Wang, S. L. Mayo: Protein building blocks preserved by recombination. Nature Struct. Biology, Band 9, 2002, S. 553–558.
- Frances Arnold, Phillip A. Romero: Exploring protein fitness landscapes by directed evolution. In: Nature Reviews Molecular Cell Biology. Band 10, 2009, S. 866–876, doi:10.1038/nrm2805.
- The nature of chemical innovation: new enzymes by evolution. The Quarterly Review of Biology, Band 48, 2015, S. 404–410.
- Directed evolution: bringing new chemistry to life. Angew. Chem. Int. Ed., Band 57, 2018, S. 4143–4148.

## Fordítás
Ez a szócikk részben vagy egészben  a   Frances H. Arnold című német Wikipédia-szócikk fordításán alapul.  Az eredeti cikk szerkesztőit annak laptörténete sorolja fel. Ez a jelzés csupán a megfogalmazás eredetét és a szerzői jogokat jelzi, nem szolgál a cikkben szereplő információk forrásmegjelöléseként.